# Ipomoea pes-caprae
Ipomoea pes-caprae   (batatilla, bejuco rastrero, churristate de playa o bejuco de playa) es una especie botánica de enredadera común tropical de la familia de las Convolvulaceae. En Cuba se llama boniato de playa.

## Hábitat
Crece en las partes altas de playas y tolera aire salino.   Es una de las más comunes y más extendidas plantas tolerantes a sal y provee uno de los mejores ejemplos conocidos de dispersión oceánica (en inglés). Sus semillas flotan y no son afectadas por el agua salina. 
Este bejuco rastrero crece muy bien en las orillas de playas en el límite de la marea alta, formando grandes colonias. 

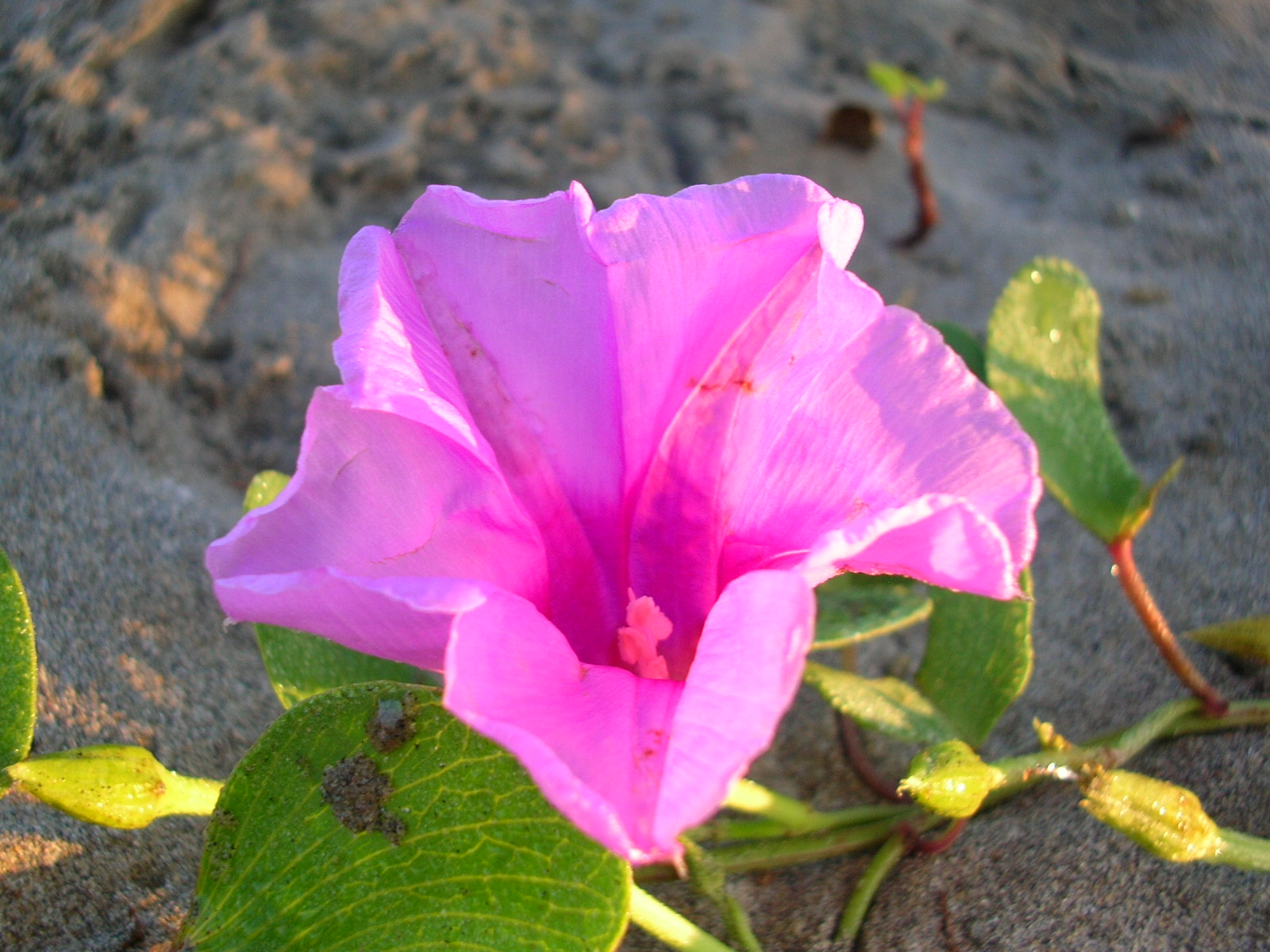
Flor

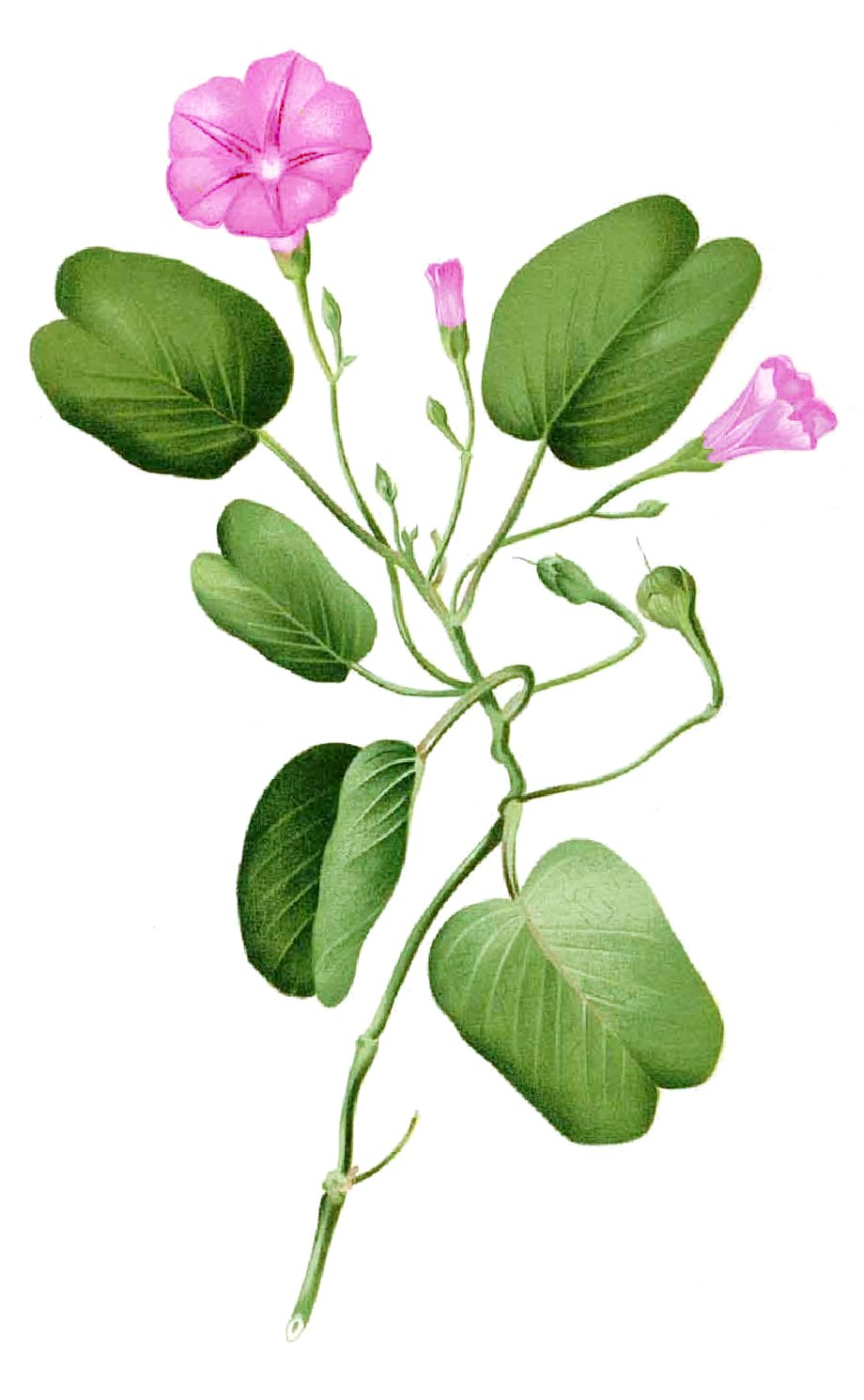
Ilustración

## Descripción
Es una herbácea robusta, suculenta, de tallo postrado, rastrero, extendiéndose por más de 15 m, hojas simples, alternas, reniformes (forma de riñón), coriáceas.
Segrega látex lechoso. Flores llamativas purpúreas o rosáceas, campanulares, por dentro en el cuello son de un color muy intenso;  filamentos, estambres, estigma y estilo blancos; son flores solamente de un día.
Muchas veces las flores y las hojas son apetecidas por herbívoros.
Los frutos son cápsulas, dehiscentes cuando se secan, en cada cápsula cuatro semillas color pardo oscuro, muchos pelos cortos aterciopelados. Esas semillas están llenas de sustancias químicas muy venenosas para intentar comerlas, excepto para un coleóptero de la familia de los gorgojos (Bruchinae) cuyo nombre científico es Magacerus leucospilus.
Se la encuentra en playas arenosas de los sectores tropicales de los océanos Atlántico, Pacífico e Índico. Es común en las dunas de Australia en las costas altas norteñas de Nueva Gales del Sur y a lo largo de la línea costera de Queensland. 
Es un buen estabilizador primario de arenas, siendo una de las primeras especies para colonizar dunas. 

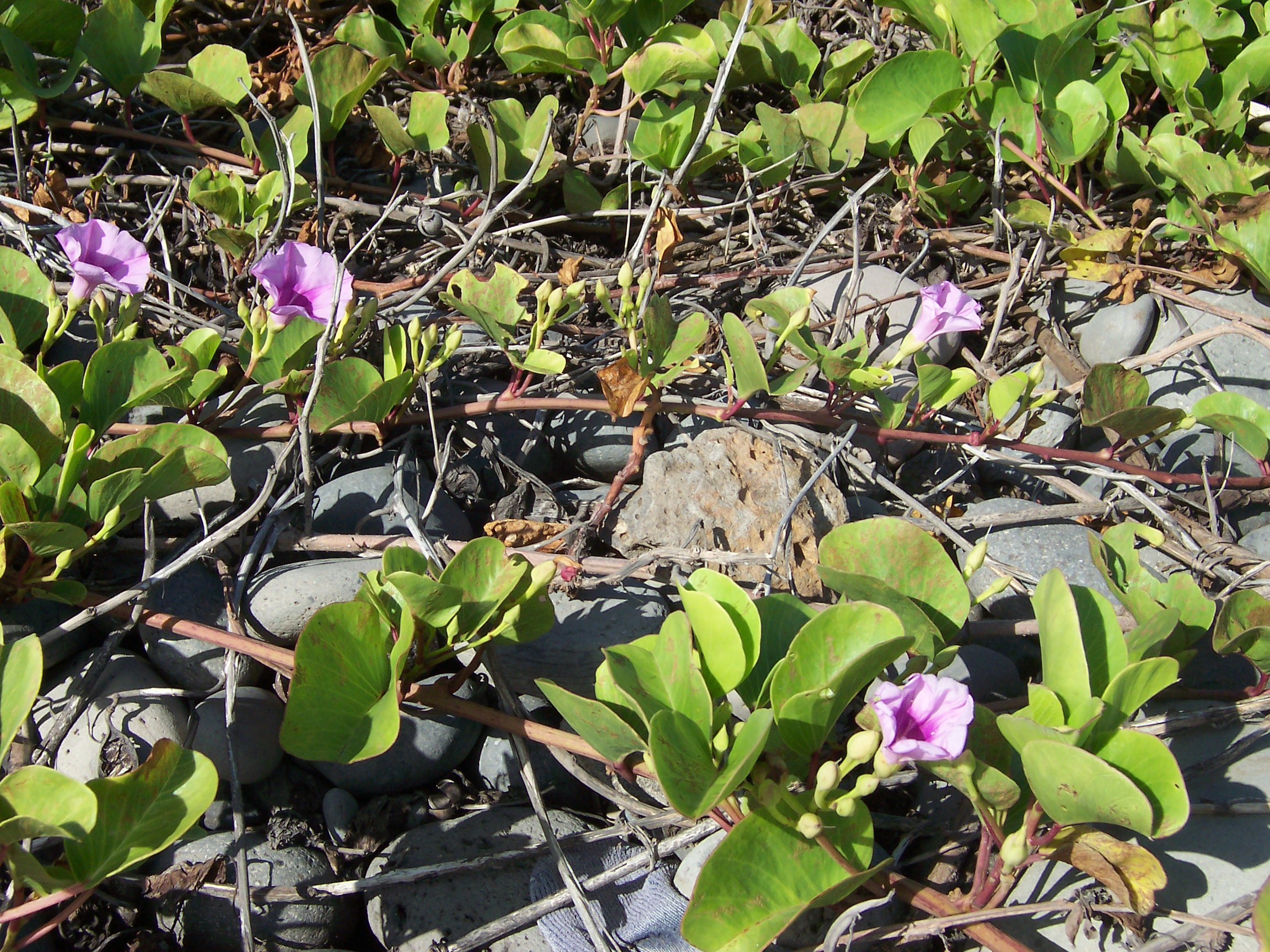
Enredaderas en una playa guijarrosa.

## Usos
Se le conoce en México como Riñonina o Rompepiedra, por su uso terapéutico contra los cálculos renales.

## Taxonomía
Ipomoea pes-caprae fue descrita por (L.) R.Br. y publicado en Narrative of an Expedition to Explore the River Zaire 477. 1818.
Etimología
Ipomoea: nombre genérico que procede del griego ips, ipos = "gusano" y homoios = "parecido", por el hábito voluble de sus tallos.
pes-caprae: epíteto que se debe a la morfología de la hoja pes-caprae = símil de la huella de la pezuña de las cabras a la forma de la hoja. 
Sinonimia
- Ipomoea   pes-caprae   var.   biloba (Forssk.) Hallier f.
- Ipomoea biloba Forssk.
- Convolvulus pes-caprae L.[4]
- Convolvulus bilobatus Roxb.
- Convolvulus brasiliensis L.
- Convolvulus maritimus Desr.
- Ipomoea bilobata var. emarginata (Hallier f.) Williams
- Ipomoea brasiliensis (L.) G. Mey.
- Ipomoea maritima (Desr.) R. Br.
- Ipomoea pes-caprae subsp. brasiliensis (L.) Ooststr.
- Ipomoea pes-caprae var. emarginata Hallier f.
- Latrienda brasiliensis (L.) Raf.[5]